# Исландский симфонический оркестр
Исландский симфонический оркестр (исл. Sinfóníuhljómsveit Íslands) — симфонический оркестр, базирующийся в Рейкьявике, с 2011 г. — на территории концертного зала «Harpa».
Отдельные небольшие симфонические составы выступали в Исландии с середины 1920-х гг., однако нынешний коллектив был основан только в 1950 году и состоял в то время из 39 музыкантов. Первый концерт оркестра состоялся 9 марта 1950 года, первым главным дирижёром Исландского симфонического оркестра стал норвежец Олав Хьелланн. Затем в течение длительного времени место руководителя оркестра формально оставалось вакантным, а штатными дирижёрами были Богдан Водичко, Уильям Стрикленд (1962—1963), Игорь Букетов (1964—1965), Альфред Вальтер (1969—1970); оркестр также много выступал под управлением Владимира Ашкенази. В настоящее время оркестр оркестром руководит молодой израильский дирижёр Илан Волков, а пост главного приглашённого дирижёра занимал Геннадий Рождественский. Исландский симфонический оркестр является негосударственной общественной организацией, однако находится под патронажем министерства образования Исландии. В 2008 году Исландский симфонический оркестр под управлением Румона Гамбы был номинировал на премию «Грэмми» за запись симфонических произведений Венсана д’Энди.

## Главные дирижёры
- Олав Хьелланн (1952—1955)
- Карстен Андерсен (1973—1980)
- Жан-Пьер Жакийя (1980—1986)
- Петри Сакари (1988—1993)
- Осмо Вянскя (1993—1996)
- Петри Сакари (1996—1998)
- Рико Саккани (1998—2002)
- Румон Гамба (2002—2010)
- Илан Волков (2011—2020)
- Эва Оликайнен (с 2020)[2]